# Don't talk to him
Don't talk to him is een single van de Engelse zanger Cliff Richard en The Shadows.

## Hitnoteringen
| Tijd Voor Teenagers Top 10 | 7-12-1963 | Positie: | 9 | 5 | 6 | 6 | 6 | uit |

### NPO Radio 2 Top 2000
| Nummer met noteringen in de NPO Radio 2 Top 2000 | '00  | '01  |
| ------------------------------------------------ | ---- | ---- |
| Don't Talk to Him                                | 1430 | 1588 |

1. ↑  Een vetgedrukt getal geeft de hoogste notering aan.
2. ↑  2000 was het eerste jaar met een notering voor dit nummer.
3. ↑  Deze tabel is bijgewerkt tot en met de laatste editie (2024).